# Coupe du monde de saut d'obstacles 1991-1992
Navigation
Édition précédente Édition suivante
La coupe du monde de saut d'obstacles 1991-1992 est la 14e édition de la coupe du monde de saut d'obstacles organisée par la FEI. La finale se déroule à Del Mar (États-Unis), en avril 1992.

## Classement après la finale
| Pos. | Cavalier               | Nationalité | Cheval  |
| ---- | ---------------------- | ----------- | ------- |
| 1    | Thomas Frühmann        | Autriche    | Genius  |
| 2    | Lesley McNaught-Mändli | Autriche    | Pirol   |
| 3    | Markus Fuchs           | France      | Shandor |